# Likaiset kädet
Likaiset kädet è un film televisivo del 1989 diretto da Aki Kaurismäki e tratto da un'opera teatrale di Jean-Paul Sartre, Le mani sporche.

## Trama
Un giovane militante viene accusato dell'assassinio del leader del partito comunista; viene poi scarcerato ma si trova contro il partito allineato alle posizioni del leader assassinato.